# WORLD QUEST/포코퐁페코랴
〈WORLD QUEST/포코퐁페코랴〉(WORLD QUEST/ポコポンペコーリャ WORLD QUEST/포코퐁페코랴[*])는 NEWS의 15번째 싱글이다.

## 개요
전작 〈챵카파나〉로부터 약 5개월 만으로, 2012년 2번째 싱글이다. 양 A면 싱글을 발매하는 것은 2006년에 발매된 〈사야엔도/맨발의 신데렐라 보이〉 이래이다.
CD 싱글은 초회반 A, 초회반 B, 통상반, 스페셜반의 4형태로 발매됐다. 이 중 초회반 A에만 DVD가 부속되어 있으며, 이 DVD에는 뮤직 비디오와 메이킹 영상이 수록되어 있다.
〈WORLD QUEST〉는 《FIFA 클럽 월드컵 재팬 2012》의 오피셜 송, 〈포코퐁페코랴〉는 TBS 계열 드라마 《하나 씨의 간단요리》의 주제가로 사용되었다.

## 차트 성적
2012년 12월 24일 자 오리콘 주간 싱글 차트에서 첫 등장 1위에 랭크 인했다. NEWS의 싱글 1위 획득은 데뷔로부터 15작품 연속, 통산 15번째이다. 앨범도 포함한 경우는 데뷔로부터 20작 연속으로 1위 획득이다, 이를 달성한 것은 KinKi Kids, KAT-TUN에 이어 사상 3번째 그룹이 되었다. 초동 매출은 약 13.1만 장이었다.

## 수록곡

### 초회반 A
CD
1. WORLD QUEST
작사: MOZZA / 작곡: 히로이즘 / 편곡: 요시오카 타쿠, 히로이즘
2. ポコポンペコーリャ / 포코퐁페코랴
작사: Hacchin' Maya / 작곡: 히로이즘 / 편곡: CHOKKAKU

DVD
〈WORLD QUEST〉 Music Clip & Making
사양·봉입 특전
1. 2면 4P 자켓

### 초회반 B
CD
1. WORLD QUEST
2. ポコポンペコーリャ / 포코퐁페코랴
3. Quntastic!
작사: zopp / 작곡: Erik Lidbom, 타이치 / 편곡: 스즈키 마사야
4. 36°C
작사·작곡: 키미도리 / 편곡: 이노우에 신지로

사양·봉입 특전
1. 12P 소책자
2. 〈하나 씨의 간단요리〉 작화:미즈사와 에츠코 선생님에 의한 신작 초상화 스티커 봉입

### 통상반
CD
1. WORLD QUEST
2. ポコポンペコーリャ / 포코퐁페코랴
3. Hello
작사·작곡: take4
4. WORLD QUEST（オリジナル・カラオケ）
5. ポコポンペコーリャ（オリジナル・カラオケ）
6. Hello（オリジナル・カラオケ）

사양·봉입 특전
1. 3면 6P 자켓

### 스페셜반(기간 한정·완전 생산 한정)
CD
1. WORLD QUEST
2. ポコポンペコーリャ / 포코퐁페코랴

사양·봉입 특전
1. 타올 머플러
2. 미상가
3. 스페셜 BOX